# راکشیتا
راکشیتا (به انگلیسی: Rakshita) (زاده ۳۱ مارس ۱۹۸۴) بازیگر هندی است.
از کارهای معروف او می‌توان به بازی در فیلم‌های هر کس و آپو اشاره کرد.